# Beat Street
Beat Street är en amerikansk dramafilm från 1984 om New York City's hiphop-kultur under det tidiga 1980-talet. Filmen hade svensk biopremiär 17 augusti 1984.